# Gary Payton (1992)
Gary Dwayne Payton II (Seattle, 1º dicembre 1992) è un cestista statunitense.

## Biografia
È figlio di Gary Payton, Hall Of Famer e campione NBA nel 2006 con i Miami Heat, medaglia d'oro ad Atlanta 1996, 9 volte All-Star, 9 volte membro dell'All-NBA Team e vincitore del DPOY nel 1996.

## Carriera

### NBA (2015)

#### Houston Rockets e Rio Grande Valley Vipers (2016-2017)
Dopo 4 anni in NCAA tra Salt Lake e Oregon State, Payton si candidò al Draft NBA 2016; tuttavia Payton non venne selezionato da nessuna franchigia rimanendo così undrafted. Payton il giorno successivo al Draft firmò da undrafted free agent con gli Houston Rockets, con cui disputò la Summer League 2016.
Il 25 ottobre 2016 venne tagliato dai Rockets poco prima dell'inizio della stagione. Si aggregò così al roster dei Rio Grande Valley Vipers, franchigia affiliata ai Rockets in D-League.

#### Milwaukee Bucks e Wisconsin Herd (2017)
Il 2 aprile 2017, a seguito del taglio di Terrence Jones, Payton firmò con i Milwaukee Bucks (franchigia in cui militò il padre per 4 mesi nel 2003). Debuttò con i Bucks il giorno stesso nella gara persa col punteggio di 109-105 in casa contro i Dallas Mavericks in cui segnò 5 punti in 8 minuti, ben impressionando il coach dei Bucks Jason Kidd. Non giocò nessuna partita nel corso dei playoffs, in cui la franchigia del Wisconsin venne eliminata al primo turno in 6 gare dai Toronto Raptors.
Il 14 ottobre 2017 venne tagliato dai Milwaukee Bucks, che 3 giorni dopo lo rifirmarono tramite two-way contract.
Il 23 novembre 2017 giocò per la prima volta nel quintetto titolare dei Bucks nella sfida vinta in trasferta per 113-107 contro i Phoenix Suns.
Il 17 dicembre 2017 venne tagliato dai Bucks per fare spazio al free agent Sean Kilpatrick. Durante il secondo anno, come previsto dal two-way contract, giocò in alcune occasioni in G-League con i Wisconsin Herd.

#### Los Angeles Lakers, South Bay Lakers e parentesi ai Portland Trail Blazers (2018)
Il 15 gennaio 2018 passò da free agent ai Los Angeles Lakers (altra franchigia in cui militò il padre, e con cui perse le NBA Finals 2004), con cui firmò un two-way contract. Giocò più partite con i South Bay Lakers in G-League, venendo schierato 17 volte complessive, mentre con i Los Angeles Lakers giocò per 11 volte. Il 12 aprile 2018, in occasione dell'ultima sfida della stagione, mise a referto 25 punti e 12 rimbalzi (andando così in doppia-doppia) nel derby cittadino vinto per 115-100 contro i Los Angeles Clippers.
A fine stagione non rinnovò il proprio contratto con i Lakers, e il 4 settembre si accasò ai Portland Trail Blazers, con cui firmò un contratto non garantito. Il 13 ottobre, dopo alcune partite di pre-season, venne tagliato dalla franchigia dell'Oregon.

#### Ritorno ai Vipers, Washington Wizards, South Bay Lakers e Golden State Warriors (2018-2022)
Il 12 dicembre 2018 venne annunciato il suo ritorno ai Rio Grande Valley Vipers. Dopo 13 partite giocate il 22 gennaio 2019 firmò un contratto decadale per gli Washington Wizards. Giocò 3 partite con la franchigia della capitale (debuttando in occasione del vittorioso 101-87 in casa contro i Detroit Pistons) prima che il suo contratto scadde, e arrivato al termine la società non glielo rinnovò.
Il 2 febbraio 2019 tornò ai Vipers, e vi rimase fino al termine della stagione.
Rimasto svincolato, il 24 ottobre 2019 firmò con i Canton Charge, che due giorni dopo lo cedettero ai South Bay Lakers. Dopo avere disputato 16 partite con i gialloviola, il 24 dicembre fece ritorno agli Washington Wizards.
Nel settembre 2021 venne ingaggiato dai Golden State Warriors, dove si è conquistato un posto nelle rotazioni dopo anni difficili di adattamento nella lega. È stato impiegato da coach Steve Kerr per circa 15 minuti a partita durante questa annata.
Dopo non aver disputato alcune partite nei Playoffs 2022 a causa di un infortunio al gomito, Payton conquista il titolo di campione NBA lo stesso anno.

#### Portland Trail Blazers (2022-2023)
Dopo essere stato tagliato dai Warriors, Payton firmò un contratto di $26,145,000 per 3 anni con i Portland Trail Blazers. Fece il suo esordio il 2 gennaio 2023 nella partita casalinga vinta per 135-106 contro Detroit.

## Statistiche
| † | Denota una stagione in cui ha vinto il titolo |

### NCAA
| Anno      | Squadra            | PG | PT | MP   | TC%  | 3P%  | TL%  | RP  | AP  | PRP | SP  | PP   |
| --------- | ------------------ | -- | -- | ---- | ---- | ---- | ---- | --- | --- | --- | --- | ---- |
| 2014-2015 | Oregon St. Beavers | 31 | 30 | 36,3 | 48,5 | 29,3 | 66,3 | 7,5 | 3,2 | 3,1 | 1,2 | 13,4 |
| 2015-2016 | Oregon St. Beavers | 32 | 32 | 34,3 | 48,6 | 31,4 | 64,2 | 7,8 | 5,0 | 2,5 | 0,5 | 16,0 |
| Carriera  | Carriera           | 63 | 62 | 35,3 | 48,5 | 30,2 | 65,2 | 7,7 | 4,1 | 2,8 | 0,8 | 14,7 |

#### Massimi in carriera
- Massimo di punti: 26 vs Colorado-Boulder (13 gennaio 2016)[28]
- Massimo di rimbalzi: 17 vs California-Berkeley (10 marzo 2016)
- Massimo di assist: 10 vs Grambling State (15 dicembre 2014)
- Massimo di palle rubate: 7 vs Colorado-Boulder (6 febbraio 2016)
- Massimo di stoppate: 7 vs Colorado-Boulder (21 febbraio 2015)
- Massimo di minuti giocati: 44 vs Portland (6 dicembre 2014)

### NBA

#### Regular Season
| Anno       | Squadra             | PG  | PT | MP   | TC%  | 3P%  | TL%  | RP  | AP  | PRP | SP  | PP  |
| ---------- | ------------------- | --- | -- | ---- | ---- | ---- | ---- | --- | --- | --- | --- | --- |
| 2016-2017  | Milwaukee Bucks     | 6   | 0  | 16,5 | 36,4 | 11,1 | 60,0 | 2,0 | 2,2 | 0,5 | 0,7 | 3,3 |
| 2017-2018  | Milwaukee Bucks     | 12  | 6  | 8,8  | 39,4 | 16,7 | 66,7 | 1,4 | 0,8 | 0,3 | 0,1 | 2,5 |
| 2017-2018  | L.A. Lakers         | 11  | 0  | 10,5 | 41,5 | 30,8 | 16,7 | 2,5 | 1,1 | 0,4 | 0,2 | 3,5 |
| 2018-2019  | Wash. Wizards       | 3   | 0  | 5,3  | 62,5 | 50,0 | -    | 0,7 | 1,3 | 1,0 | 0,3 | 3,7 |
| 2019-2020  | Wash. Wizards       | 29  | 17 | 14,9 | 41,4 | 28,3 | 50,0 | 2,8 | 1,7 | 1,1 | 0,2 | 3,9 |
| 2020-2021  | G.S. Warriors       | 10  | 0  | 4,0  | 76,9 | 50,0 | 75,0 | 1,1 | 0,1 | 0,6 | 0,1 | 2,5 |
| 2021-2022† | G.S. Warriors       | 71  | 16 | 17,6 | 61,6 | 35,8 | 60,3 | 3,5 | 0,9 | 1,4 | 0,3 | 7,1 |
| 2022-2023  | Portland T. Blazers | 15  | 1  | 17,0 | 58,5 | 52,9 | 100  | 2,6 | 1,5 | 1,1 | 0,1 | 4,1 |
| 2022-2023  | G.S. Warriors       | 7   | 0  | 16,0 | 60,7 | 44,4 | 66,7 | 4,3 | 1,1 | 0,9 | 0,6 | 5,7 |
| 2023-2024  | G.S. Warriors       | 44  | 0  | 15,5 | 56,3 | 36,4 | 60,9 | 2,6 | 1,1 | 0,9 | 0,4 | 5,5 |
| 2024-2025  | G.S. Warriors       | 62  | 11 | 15,0 | 57,4 | 32,6 | 71,1 | 3,0 | 1,3 | 0,8 | 0,3 | 6,5 |
| Carriera   | Carriera            | 270 | 51 | 14,9 | 55,7 | 34,0 | 62,5 | 2,8 | 1,2 | 1,0 | 0,3 | 5,5 |

#### Play-off
| Anno     | Squadra       | PG | PT | MP   | TC%  | 3P%  | TL%  | RP  | AP  | PRP | SP  | PP  |
| -------- | ------------- | -- | -- | ---- | ---- | ---- | ---- | --- | --- | --- | --- | --- |
| 2022†    | G.S. Warriors | 12 | 2  | 16,9 | 65,9 | 53,3 | 66,7 | 3,1 | 1,3 | 1,2 | 0,6 | 6,5 |
| 2023     | G.S. Warriors | 12 | 3  | 16,0 | 66,7 | 26,7 | 66,7 | 3,7 | 0,8 | 0,7 | 0,5 | 6,8 |
| 2025     | G.S. Warriors | 11 | 1  | 16,4 | 44,7 | 39,1 | -    | 2,2 | 1,5 | 0,9 | 0,0 | 4,6 |
| Carriera | Carriera      | 35 | 6  | 16,4 | 59,3 | 39,6 | 66,7 | 3,0 | 1,2 | 0,9 | 0,4 | 6,0 |

#### Massimi in carriera
- Massimo di punti: 25 vs Los Angeles Clippers (11 aprile 2018)[29]
- Massimo di rimbalzi: 12 vs Los Angeles Clippers (11 aprile 2018)
- Massimo di assist: 5 (4 volte)
- Massimo di palle rubate: 6 (3 volte)
- Massimo di stoppate: 4 vs Sacramento Kings (30 aprile 2023)
- Massimo di minuti giocati: 35 vs Portland Trail Blazers (3 gennaio 2020)

### G-League
| Anno      | Squadra          | PG  | PT  | MP   | TC%  | 3P%  | TL%  | RP   | AP  | PRP | SP  | PP   |
| --------- | ---------------- | --- | --- | ---- | ---- | ---- | ---- | ---- | --- | --- | --- | ---- |
| 2016-2017 | R.G.V. Vipers    | 49  | 49  | 32,7 | 49,8 | 30,7 | 69,9 | 6,5  | 3,3 | 2,0 | 0,7 | 14,1 |
| 2017-2018 | South Bay Lakers | 17  | 2   | 28,5 | 47,2 | 23,3 | 71,4 | 6,1  | 4,9 | 1,8 | 0,6 | 17,2 |
| 2017-2018 | Wisconsin Herd   | 3   | 3   | 32,0 | 45,8 | 29,4 | 75,0 | 7,0  | 2,7 | 3,0 | 0,7 | 18,3 |
| 2018-2019 | Capital C. Go-Go | 2   | 2   | 38,5 | 45,9 | 11,1 | 77,8 | 11,5 | 3,0 | 3,5 | 0,5 | 21,0 |
| 2018-2019 | R.G.V. Vipers    | 26  | 26  | 29,6 | 46,7 | 26,7 | 55,1 | 7,3  | 6,5 | 2,9 | 0,7 | 16,1 |
| 2019-2020 | Capital C. Go-Go | 2   | 2   | 23,0 | 34,6 | 33,3 | 0,0  | 7,5  | 3,0 | 2,0 | 0,0 | 10,0 |
| 2019-2020 | South Bay Lakers | 16  | 15  | 32,4 | 57,3 | 24,2 | 69,6 | 9,5  | 6,8 | 3,1 | 1,1 | 21,4 |
| 2020-2021 | Raptors 905      | 13  | 3   | 21,8 | 55,5 | 17,9 | 69,2 | 5,7  | 2,5 | 2,5 | 0,8 | 10,8 |
| Carriera  | Carriera         | 128 | 102 | 30,3 | 49,7 | 27,4 | 67,8 | 7,0  | 4,5 | 2,4 | 0,7 | 15,7 |

## Palmarès

### Squadra
- Campionato NBA: 1

Golden State Warriors: 2022

### Individuale
- NBA Development League Defensive Player of the Year Award (2021)